# Գ
Das Gim (Գ und գ) ist der dritte Buchstabe des armenischen Alphabets. Der Buchstabe stellt den Laut [⁠g⁠] (westarmenisch: [kʰ]) dar und wird im Deutschen mit dem Buchstaben G (westarmenisch: K) transkribiert.
Es ist dem Zahlenwert 3 zugeordnet. 

## Zeichenkodierung
Das Gim ist in Unicode an den Codepunkten U+0533 (Großbuchstabe) bzw. U+0563 (Kleinbuchstabe) zu finden.